# مكدومة
مكدومة (بالإنجليزية: Bruised)‏ هو فيلم دراما أمريكي صدر عام 2020 من إخراج وبطولة هالي بيري ويشاركها في البطولة شامير أندرسون وعدن كانتو.